# ثيرا من الدنمارك
ثيرا من الدنمارك (بالدنماركية: Thyra, Prinsesse af Danmark)‏ (29 ديسمبر 1853 - 26 فبراير 1933) هي أصغر أبناء كريستيان التاسع ملك الدنمارك ولويز من هسن-كاسل، تزوجت من إرنست أوغسطس الثالث دوق كمبرلاند وتافياديل.